# ANAM
A ANAM, Associação Nacional de Artes Marciais, é uma associação portuguesa de âmbito nacional, que tem como objetivo a prática do Karaté-Do Shotokan. Foi fundada em 1989, pelos Sensei João Cardiga (6º Dan), Ruy Van-Dunen e Luís Casaca, sendo, em 2017, o seu diretor e responsável técnico o Sensei João Cardiga. 
A ANAM tem filiações com a Japan Karate Association (JKA), com a Federação Portuguesa de Karaté (FNK-P) e com a  Liga Portuguesa de Karate Shotokan (LPKS). 
A Associação tem 32 dojos espalhados por 8 distritos, sendo o primeiro deles o Centro Karate Shotokan de Odivelas, fundado em 1976.
Zona Centro Norte
- Concelho da Covilhã
Zona Centro
- Concelhos de Abrantes, Alvaiázere, Constância, Ferreira do Zêzere, Leiria, Mação, Oleiros, Pedrógão Grande, Sertã, Tomar, Vila de Rei, Proença-a-Nova
Zona Centro Sul
- Concelhos de Almeirim, Lisboa, Loures, Odivelas, Torres Vedras, Vila Franca de Xira
Zona Sul
- Concelhos de Portimão e Silves  
Hoje, conta com mais de 40 cinturões negros e 800 practicantes.